# 阿克贝克
阿克贝克（德語：Arkebek）是德国石勒苏益格－荷尔斯泰因州的一个市镇。总面积6.92平方公里，总人口239人，其中男性118人，女性121人（2011年12月31日），人口密度35人/平方公里。